# Trilha montada

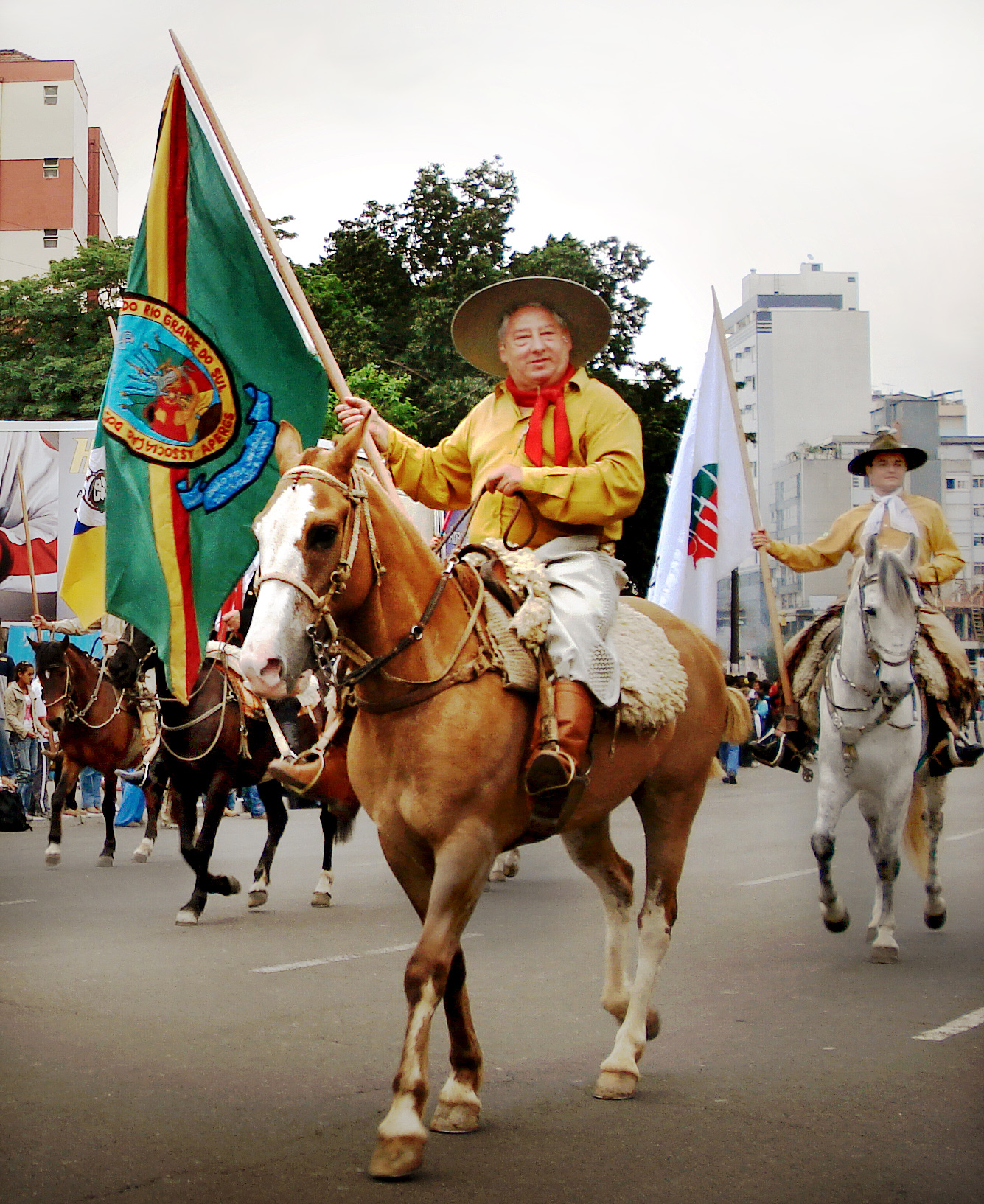
trilheiro a cavalo, Rio Grande do Sul

Trilha montada é uma atividade ao ar livre,em que o trilheiro segue ou viaja montado em um cavalo, bicicleta ,motocicleta ou quadriciclo.
As trilhas podem ser individuais ou em grupo, por esporte ou organizado por algum clube.
Há competições em que o trilheiro submete-se à obstáculos durante o passeio, como riachos, mata fechada, etc.
Na maioria deste tipo de evento, o que conta não é a velocidade, e sim a diversão dos participantes em meio à natureza.